# Alexander von Below
Alexander Ewald von Below (* 18. Februar 1801 auf Gut Noistfer bei Reval, Estland; † 3. September 1882 auf Gut Hohendorf bei Reichenbach in Ostpreußen) war Gutsbesitzer, Reichstagsabgeordneter und Mitglied des Preußischen Herrenhauses.

## Familie
Alexander von Below war ein Angehöriger des baltischen Zweiges der Adelsfamilie von Below und Sohn des Andreas von Below (* 1763; † 1820), Landmarschall in Livland und Erbherr auf Perst in Livland und der Anna Dorothea Helene von Helffreich (* 1776; † 1821). Karl Friedrich von Below war sein älterer Bruder.

## Leben
Below besuchte das Gymnasium in Reval und studierte anschließend von 1818 bis 1821 an der Kaiserlichen Universität Dorpat Philosophie und Naturwissenschaften. 1822 übernahm er die Bewirtschaftung des Gutes Reddentin der Familie in Pommern. Mit Geschick und glücklicher Hand brachte er die Begüterung seines Vetters Gustav von Below auf eine beachtliche Höhe. Nachdem dieser 1843 gestorben war, übernahm er das Gut Hohendorf am Drausensee.
Die Umbruchszeit von 1848 ließ Below politisch aktiv werden. Er konspirierte mit dem damals noch nicht an eine Staatsstellung gebundenen Otto von Bismarck und es entwickelte sich eine Freundschaft zwischen beiden. Below wurde 1851 Mitglied der ersten preußischen Kammer, 1855 Mitglied des preußischen Herrenhauses auf Lebenszeit. Er schloss sich der Fraktion der Konservativen an. 1867 wurde er in den Reichstag des Norddeutschen Bundes für den Wahlkreis Königsberg 7 gewählt, dem er bis 1869 angehörte. Dort bekämpfte er besonders die Einführung des allgemeinen gleichen Wahlrechts. Er gehörte seit 1868 auch dem Zollparlament an. Er wurde im Reichstagswahlkreis Regierungsbezirk Königsberg 7 gewählt. Bereits am 10. Dezember 1868 legte er sein Mandat nieder.